# Hippomachus hermanni
Hippomachus hermanni là một loài ruồi trong họ Asilidae. Hippomachus hermanni được Londt miêu tả năm 1983. Loài này phân bố ở vùng nhiệt đới châu Phi.